# Sonic Youth

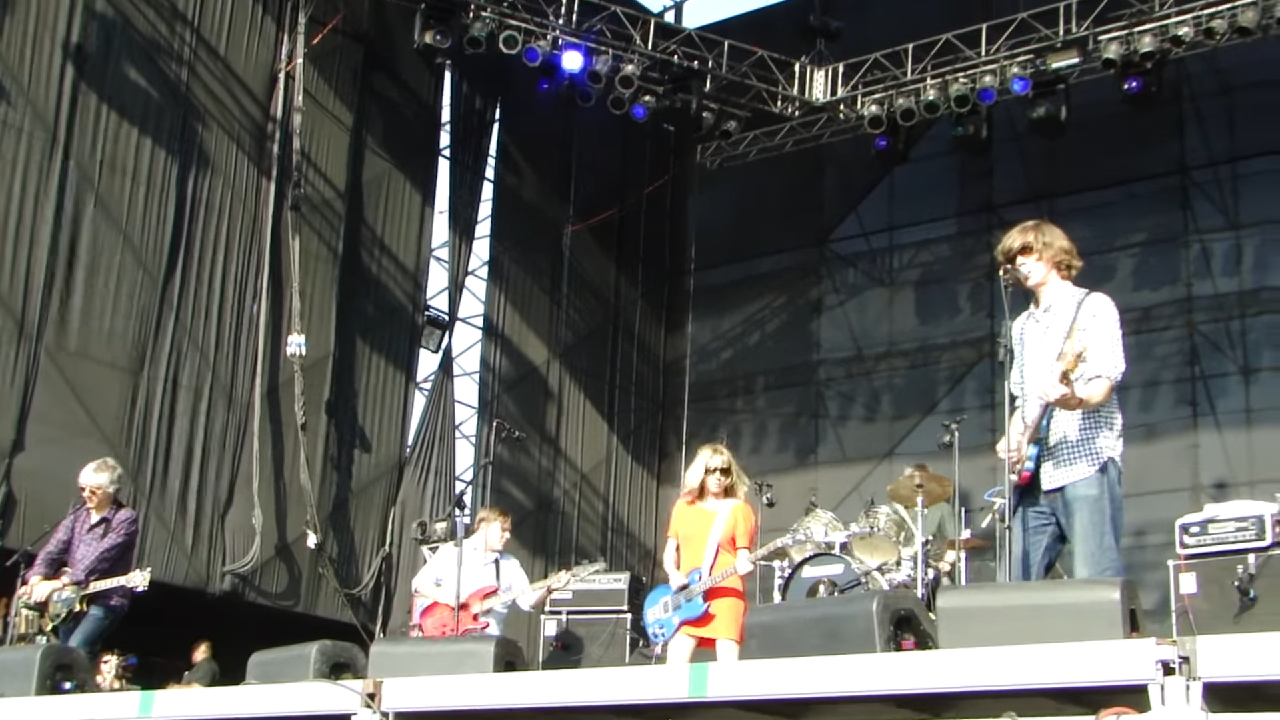
Sonic Youth 2011

Sonic Youth var en amerikansk rockgrupp bildad i New York 1980. Deras banduppsättning bestod av sångaren och gitarristen Thurston Moore, sångaren och basisten Kim Gordon, gitarristen och sångaren Lee Ranaldo, trummisen Steve Shelley samt basisten Mark Ibold. Under de tidiga åren var Sonic Youth förknippade med konst- och musikscenen no wave i New York. Debutalbumet Sonic Youth släpptes 1982.
Som en av grupperna i den första vågen amerikansk noiserock bidrog bandet med sin egen tvist på hardcorepunk-filosofin genom den växande undergroundkulturen som fokuserade mer på genrens DIY-etik än dess specifika sound. Sonic Youth har lovordats för att ha "omdefinierat vad en rockgitarr kunde göra" med hjälp av en mängd olika oortodoxa gitarrstämningar och behandlad gitarrer med olika föremål för att förändra instrumentens klangfärg. Trots kommersiella begränsningar har Sonic Youth hyllats av kritiker som ett inflytelserik band inom indie- och alternativ rock. De har enligt Allmusic "omdefinierat vad rockgitarr kan åstadkomma" genom användandet av ett stort urval skordatura gitarrstämningar och preparerade gitarrer med föremål som trumpinnar och skruvmejslar för att förändra instrumentets klangfärg. Sonic Youth kontraktades 1990 av ett större skivbolag, DGC Records, och har genom åren gett ut 17 studioalbum. 1995 var de huvudakt vid årets Lollapalooza-festival.
2011 kom Ranaldo med beskedet om att bandet skulle "sluta för ett tag", till följd av Moore och Gordons skilsmässa.

## Historia

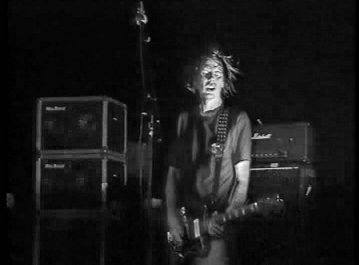
Thurston Moore live med Sonic Youth i Nederländerna 1991.

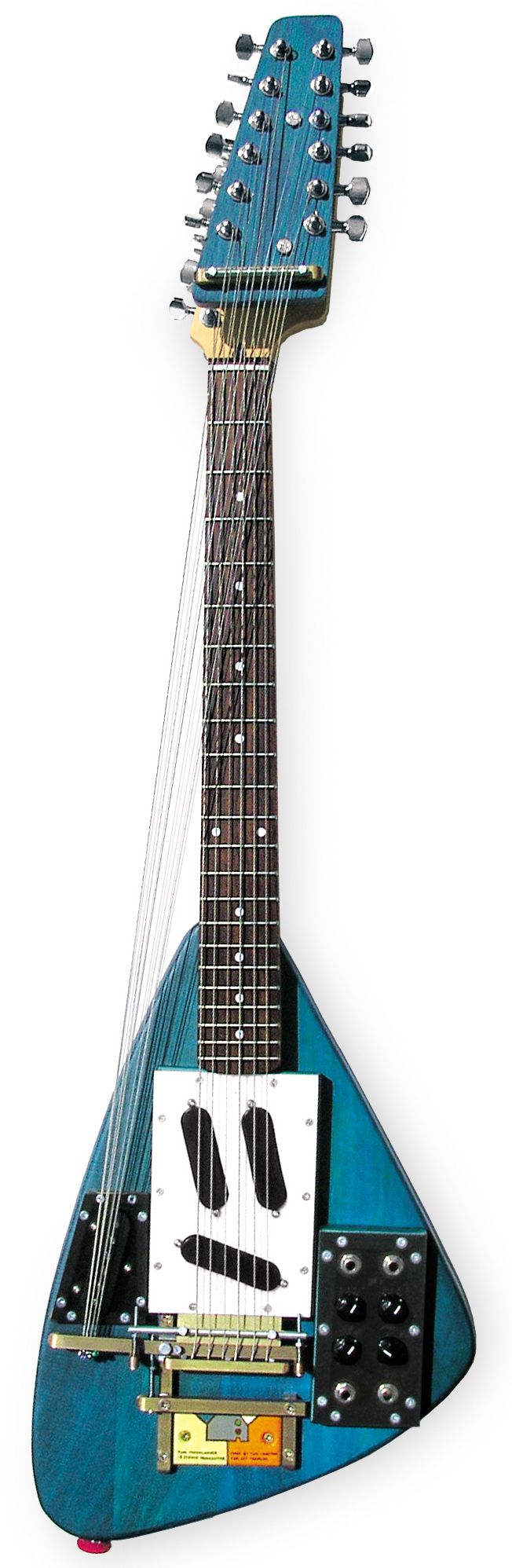
Moonlander, Lee Ranaldo, Yuri Landman, 2007

Kort efter att gitarristen Thurston Moore flyttade till New York under tidiga 1977 startade han ett band tillsammans med sina rumskamrater. Bandet hette från början Room Tone men ändrades snabbt till Coachmen. Gruppen upplöstes dock så småningom varpå Moore började jamma med Stanton Miranda, som spelade i bandet CKM tillsammans med Kim Gordon. Det ledde till att Moore och Gordon började skriva musik ihop, först under namn som Male Bonding, Red Milk och The Arcadians, innan de i juni 1980 bestämde sig för Sonic Youth. Namnet är en kombination av Sonic, efter MC5-medlemmen Fred "Sonic" Smith, och Youth, från reggaeartisten Big Youth. Gordon mindes senare att "så fort Thurston hade kommit på namnet Sonic Youth började ett speciellt sound mer i stil med det vi ville åstadkomma att ta vid". Bandet spelade på Noise Fest i juni 1981 vid New Yorks White Columns-galleria där Lee Ranaldo uppträdde som medlem i Glenn Brancas elgitarrensemble. Deras framträdande fångade Moores intresse; han beskrev dem som "det våldsammaste gitarrbandet som jag någonsin sett i mitt liv" och bjöd in Ranaldo till Sonic Youth. Den nya trion uppträdde med tre låtar vid på festivalen senare i veckan. Eftersom de saknade trummis turades de om att spela trummor, fram till de mötte Richard Edson.
Branca kontraktade Sonic Youth som den första gruppen på sitt skivbolag, Neutral Records. I december 1981 spelade bandet in fem låtar i en studio i New Yorks Radio City Music Hall. Materialet gavs sedan ut på mini-LP:n Sonic Youth som trots lite uppmärksamhet skickades till några av nyckelpersonerna i den amerikanska pressen, som gav den likartade positiva recensioner. Efter deras första skiva hoppade Edson av för att satsa på en karriär som skådespelare och ersattes av Bob Bert.
Efter det första albumet har flera medlemmar hoppat av och på, speciellt trummisen har bytts ut flera gånger. Men från och med 1985 och framåt har Steve Shelley spelat trummor. Även om det är svårt att klassificera ett band som detta så kallas deras musik oftast för "noise rock" eller "art rock", för de gitarrljud de framkallar. Bandet fick en uppsving under grunge-eran i början av 90-talet och anses ha varit föregångare till genren även om Sonic Youths musik är betydligt mer expremintell än de flesta grungeband. Det var på Sonic Youths rekommendation som Nirvana kontrakterades av Geffen Records. Sonic Youth har även turnerat med Nirvana.
I början av 2000-talet var Jim O'Rourke medlem i bandet under ett par år.
Sonic Youth experimenterar med ljud, ungefär som The Velvet Underground och Glenn Branca gjorde på sin tid. De är också inspirerade av The Stooges hårda garagerock. Sonic Youth är kända för sin speciella ljudbild, som de skapar genom att använda okoventionella gitarrstämningar och spela med olika verktyg t.ex. skruvmejslar.
Sonic Youth har även varit gäster i The Simpsons "Homerpalooza" (säsong #7 episod #24 avsnittsnummer #152 (3F21)).
Bandets mästerverk anses av många vara dubbel-LP:n Daydream Nation från 1988.
Under hösten 2009 ägnades en utställning på Malmö konsthall åt bandet och deras samarbeten med bildkonstnärer, filmskapare, designers och musiker. På utställningen förekom även en rad andra verk utvalda av bandet.
I en intervju den 28 november 2011, sade Lee Ranaldo att Sonic Youth "tar paus" på en obestämd tid på grund av att Kim Gordon och Thurston Moore har bestämt sig för att separera efter 27 års äktenskap.

## Teknik
Bandet använder sig av Skordatura, som är alternativa stämningar av instrumenten.  Bandet är i besittning av flera hundra gitarrer, för att kunna variera sig. 1998 stals en större mängd gitarrer, vilket kunde märkas på hur bandets musik framfördes. 
Några olika typer av stämningar är:
- F# F# G G A A (Schizophrenia, Tom Violence, White Kross)
- D D D D A A (Schizophrenia, Catholic Block)
- G G D D G G (Teen Age Riot)
- A C C G G# C (Silver Rocket)
- C C E B G D (The Sprawl, Cross The Breeze)
- F# F# F# F# E B (Catholic Block, Kool Thing, Death Valley '69, Shadow Of A Doubt)
- E G D G E D (Dirty Boots, Titanium Expose, Tunic)
- C G D G C D (Rain On Tin, Plastik Sun, The Empty Page)

## Diskografi

### Studioalbum
- 1983 – Confusion Is Sex
- 1985 – Bad Moon Rising
- 1986 – EVOL
- 1987 – Sister
- 1988 – The Whitey Album (under namnet Ciccone Youth)
- 1988 – Daydream Nation
- 1990 – Goo
- 1992 – Dirty
- 1994 – Experimental Jet Set, Trash and No Star
- 1995 – Washing Machine
- 1998 – A Thousand Leaves
- 2000 – NYC Ghosts & Flowers
- 2002 – Murray Street
- 2004 – Sonic Nurse
- 2006 – Rather Ripped
- 2009 – The Eternal

### EP
- 1982 – Sonic Youth
- 1983 – Kill Yr Idols
- 1993 – TV Shit (med Yamatsuka Eye)
- 1998 – Silver Session for Jason Knuth

### Singlar (urval)
- 1988 – "Teen Age Riot" (US Mod. #20)
- 1990 – "Kool Thing" (US Mod. #7)
- 1992 – "100%" (US Mod. #4)
- 1994 – "Bull in the Heather" (US Mod. #13)
- 1994 – "Superstar" (US Mod. #26)

### Samlingar
- 1984 – Sonic Death (liveinspelningar från 1981 till 1983)
- 1995 – Screaming Fields of Sonic Love
- 1995 – Made in USA (soundtrack)
- 2006 – The Destroyed Room: B-Sides and Rarities
- 2008 – Hits Are for Squares

### Sonic Youth Recordings-serien
- 1997 – SYR1: Anagrama
- 1997 – SYR2: Slaapkamers Met Slagroom
- 1998 – SYR3: Invito Al Cielo
- 1999 – SYR4: Goodbye 20th Century
- 2000 – SYR5 (med DJ Olive och Ikue Mori)
- 2005 – SYR6: Koncertas Stan Brakhage Prisiminimui (med Tim Barnes)
- 2008 – SYR7: J'Accuse Ted Hughes
- 2008 – SYR8: Andre Sider Af Sonic Youth (med Merzbow och Mats Gustafsson)
- 2011 – SYR9: Simon Werner A Disparu (Original Enregistrement Sonore)